# Lepturges pictus
Lepturges pictus là một loài bọ cánh cứng trong họ Cerambycidae.